# Benedetto Pamphili
Benedetto Pamphili (muitas vezes grafado Pamphilj) (25 de abril de 1653 - 22 de março de 1730) foi um cardeal italiano, patrono das artes, compositor e libretista.

## Biografia
Pamphili nasceu em Roma em 25 de abril de 1653 na poderosa família Pamphili. Seu pai foi Camillo Pamphili, que também foi um cardeal, mas renunciou ao seu cargo para se casar com Olimpia Aldobrandini.
Pamphili foi Grão-Prior da Ordem de São João de Jerusalém em Roma de 1678 até o Papa Inocêncio XI fazer dele cardeal-diácono de Santa Maria in Campitelli no consistório de 1 de setembro de 1681. 
Inocêncio X fez dele Prefeito do Supremo Tribunal da Assinatura Apostólica em 23 de março de 1685; se tornou legado papal de Bolonha em 1690, cardeal protodiácono em 1693, bem como arcipreste da Basílica de Santa Maria Maior e da Basílica de São João de Latrão.
Em 1704, foi nomeado bibliotecário da Biblioteca Apostólica Vaticana e arquivista do Arquivo Secreto do Vaticano. Faleceu em 1730 e está enterrado em Sant'Agnese in Agone.